# Mel Shaw
Mel Shaw (nascido como Melvin Schwartzman; 19 de dezembro de 1914 - 22 de novembro de 2012) foi um animador, designer, escritor e artista americano. Shaw estava envolvido na animação, design de história e desenvolvimento visual de vários filmes animados da Disney, começando com Bambi, que foi lançado em 1942. Seus outros créditos em filmes animados, geralmente envolvendo design de animação ou a história, incluíam The Rescuers em 1977, The Fox and the Hound em 1981, The Black Cauldron em 1985, The Great Mouse Detective em 1986, Beauty and the Beast em 1991 e The Lion King em 1994. Ele foi nomeado uma lenda da Disney em 2004 por suas contribuições para a Walt Disney Company.

## Filmografia
- We're in the Money - 1933
- Tale of the Vienna Woods - 1934
- Toyland Broadcast - 1934
- Good Little Monkeys - 1935
- Alias St. Nick - 1935
- Bottles - 1936
- To Spring - 1936
- Merbabies - 1938
- Fantasia - 1940
- Dumbo - 1941
- Bambi - 1942
- The Adventures of Ichabod and Mr. Toad - 1949
- Disneyland - 1957
- The Rescuers - 1977
- Deadman's Curve - 1978
- The Fox and the Hound - 1981
- The Black Cauldron - 1985
- The Great Mouse Detective - 1986
- It's Howdy Doody Time- 1987
- Beauty and the Beast - 1991
- The Lion King  - 1994
- Tarzan - 1999
- Treasure Planet - 2002
- Brother Bear  - 2003
- Finding Grandma - 2010